# Пашко Лев Валерійович
Лев Валерійович Пашко (позивний — Хорус; нар. 21 травня 1999, м. Київ, Україна) — український військовослужбовець, майор Національної гвардії України, учасник російсько-української війни, що відзначився у ході російського вторгнення в Україну. Герой України (2022).

## Життєпис
Лев Пашко народився 21 травня 1999 року в місті Києві.
Від 2017 року, одразу після того, як йому виповнилося 18, служить у складі ОЗСП «Азов».
З 21 березня 2022 року, після евакуації з Маріуполя Микити Надточія, був призначений тимчасовим виконувачем обов'язки командира 2-го батальйону полку «Азов».
26 березня 2022 року з боку села Гнутового противник здійснив чергову спробу прориву оборони захисників Маріуполя. До міста сунула колона з п’яти танків та двох бойових машин піхоти. Група гвардійців під командуванням лейтенанта Пашка виступила назустріч ворогу. Коли показалась ворожа техніка, Лев упевнено поцілив із гранатомета в одну з російських БМП-2. З палаючої машини стали вистрибувати піхотинці, але другий постріл не забарився і восьмеро загарбників зустріли свою загибель в українському степу. Решта непроханих гостей стали розгортатися у бойовий порядок, намагаючись зайняти оборону. «Азовців» вони явно не бачили. Спостерігаючи за їхньою метушнею, група лейтенанта Пашка здійснила прихований маневр та вдарила по колоні з лівого флангу. Два російські танки були знищені в першу хвилину бою, один з них особисто підбив саме «Хорус». Дарма противник намагався втекти! Наші спецпризначенці перейшли у контрнаступ, спалили майже всю техніку та перевели у категорію «двохсотих» щонайменше 30 окупантів. При цьому лейтенант знищив дев’ятьох загарбників, а одного взяв в полон, а також захопив уцілілу БМП та радіостанцію противника.
28 березня 2022 року силам агресора вдалося прорвати оборону українських військ між селами Гнутове та Черненко. Розвідка з’ясувала, що росіяни планують переправити через річку Кальміус три танки та шість вантажівок. Зведена група під командуванням «Хоруса» висунулась у напрямку руху противника. На щастя, було вже темно, коли окупанти розпочали переправу. Приховано наблизившись до ворога на відстань прямого пострілу, лейтенант Пашко поцілив у танк та вантажівку. Зав’язався бій, упродовж якого Лев знищив щонайменше 13 російських солдатів та 3 вантажні автомобілі з боєприпасами. Завдяки героїчним діям спецпризначенців та, зокрема лейтенанта Пашка, окупанти зазнали величезних втрат і відступили.
Противник продовжував кидати до Маріуполя живу силу та техніку й попри шалений спротив українського гарнізону стискав кільце навколо міста. 1 квітня 2022 року загін противника вийшов на околицю Маріуполя й заходився обладнувати блокпост. Лейтенант Пашко чудово розумів, що ворожий підрозділ переважає «азовців» і чисельно, і озброєнням, до того ж його з кількох боків прикривала артилерія. Та попри все це «Хорус» наважився на штурм. О 15:30 він спланував дії підлеглих, довів порядок висування та роботи кожному з підлеглих, а вже о 16:45 на місці ворожого блокпосту майорів прапор України. П’ятнадцятьом відчайдушним гвардійцям «Азову» протистояли близько пів сотні російських окупантів, танк та чотири бойові бронемашини «Рись», проте у результаті бойового зіткнення було знищено всю техніку та половину особового складу ворога.
Під час прориву з маріупольського порту 2-го батальйону полку «Азов» спільно з групою розвідки до заводу «Азовсталь» виходив останнім пішки, оскільки не вистачало техніки для транспортування усього особового складу.
21 вересня 2022 року звільнений з російського полону, невдовзі після цього одружився. 
19 січня 2024 року під час церемонії у Маріїнському палаці Президент України Володимир Зеленський вручив 30 сертифікатів на отримання квартир військовослужбовцям Сил оборони, яким присвоєно звання Героя України, та родинам полеглих Героїв; один із сертифікатів було вручено старшому лейтенанту Льву Пашку. 
Після тривалої реабілітації, станом на кінець 2024 року обіймав посаду заступника командира одного з батальйонів бригади «Азов». На відео, знятому у травні 2025 року, відрекомендований як командир батальйону спеціального призначення «Азову». 

## Військові звання
- майор (2025)
- капітан (2024)
- старший лейтенант (2022)
- лейтенант (2021)
- молодший лейтенант
- солдат (2017)

## Нагороди
- звання Герой України з врученням ордена «Золота Зірка» (17 квітня 2022) — за особисту мужність і героїзм, виявлені у захисті державного суверенітету та територіальної цілісності України, самовіддане служіння Українському народу[4];
- орден Богдана Хмельницького III ст. (25 березня 2022) — за особисту мужність і самовіддані дії, виявлені у захисті державного суверенітету та територіальної цілісності України, вірність військовій присязі, зразкове виконання службового обов'язку[5].